# Rio Quebra-Perna
Der Rio Quebra-Perna ist ein etwa 33 km langer rechter Nebenfluss des Rio Tibaji im Inneren des brasilianischen Bundesstaats Paraná.

## Etymologie
Quebra-Perna bedeutet auf Deutsch Beinbruch oder Bein-Brecher.

## Geografie

### Lage
Das Einzugsgebiet des Rio Quebra-Perna befindet sich auf dem Segundo Planalto Paranaense (Zweite oder Ponta-Grossa-Hochebene von Paraná).

### Verlauf
Sein Quellgebiet liegt im Munizip Telêmaco Borba auf 921 m Meereshöhe etwa 300 m abseits der Zweigbahn Ramal de Harmonia der Rede Ferroviária Federal S/A (RFFSA, derzeit América Latina Logística ALL). Es liegt in der Nähe des privaten Naturschutzgebiets Reserva Particular do Patrimônio Natural Fazenda Monte Alegre der Klabin S.A.
Der Fluss verläuft in südwestlicher Richtung. Er mündet auf 678 m Höhe von rechts in den Rio Tibaji. Er ist etwa 33 km lang.

### Munizipien im Einzugsgebiet
Der Rio Quebra-Perna verläuft vollständig innerhalb des Munizips Telêmaco Borba.